# سارة بيدجون
سارة بيدجون (بالإنجليزية: Sarah Pidgeon)‏، هي ممثلة أمريكية، ولدت في 7 يوليو 1996 في آن آربر، ميشيغان.

## روابط خارجية
- سارة بيدجون على موقع IMDb (الإنجليزية)
- سارة بيدجون على موقع روتن توميتوز (الإنجليزية)
- سارة بيدجون على موقع قاعدة بيانات الأفلام العربية
- سارة بيدجون على موقع ألو سيني (الفرنسية)
- سارة بيدجون على موقع قاعدة بيانات الفيلم (الإنجليزية)
- سارة بيدجون على موقع كينوبويسك (الروسية)